# Museo de la Semana Santa Marinera
El Museo de la Semana Santa Marinera es un museo permanente que reúne gran parte del importante patrimonio artístico que posee la Semana Santa Marinera de Valencia. También alberga exposiciones temporales referidas a dicha festividad.
El museo está ubicado en un antiguo molino de arroz, rehabilitado a tal efecto.